# The Cat and the Coup
The Cat and the Coup è un videogioco rompicapo pubblicato nel 2011. Parzialmente finanziato dall'University of Southern California, il videogioco è un documentario interattivo incentrato sulla figura di Mohammad Mossadeq.

## Trama
Nei panni del gatto di Mohammad Mossadeq, si assiste alle vicende relative all'Operazione Ajax, nell'ordine inverso degli eventi, partendo dalla morte del primo ministro dell'Iran fino alla scelta di nazionalizzare la Anglo-Iranian Oil Company.